# Wspólnota administracyjna Unterneukirchen
Wspólnota administracyjna Unterneukirchen – wspólnota administracyjna (niem. Verwaltungsgemeinschaft) w Niemczech, w kraju związkowym Bawaria, w rejencji Górna Bawaria, w regionie Südostoberbayern, w powiecie Altötting. Siedziba wspólnoty znajduje się w miejscowości Unterneukirchen. Powstała 1 maja 1978.
Wspólnota administracyjna zrzesza dwie gminy wiejskie (Gemeinde): 
- Kastl, 2 645 mieszkańców, 27,36 km²
- Unterneukirchen, 2 928 mieszkańców, 23,26 km²